# Bağcılar
Bağcılar è un distretto e un comune soggetto al comune metropolitano di Istanbul. È situato nella parte europea della città.

## Suddivisioni
Il distretto comprende i seguenti quartieri (mahalleler):
| - Bağcılar - Bağlar - Barbaros - Çınar - Demirkapı - Evren - Fatih - Fevzi Çakmak | - Göztepe - Güneşli - Hürriyet - İnönü - Kâzım Karabekir - Kemalpaşa - Kirazlı | - Mahmutbey - Sancaktepe - Yavuzselim - Yenimahalle - Yenigün - Yıldıztepe - Yüzyıl |